# José Barreal
José Luis Barreal (Buenos Aires, Argentina; 24 de septiembre de 1989) es un futbolista argentino. Juega como defensor y su actualmente se encuentra sin equipo.

## Trayectoria
Debutó como profesional en el Club Atlético Platense en el año 2008 y permaneció en dicha institución hasta el mes de julio de 2012. En agosto de 2012, paso al Club Atlético Los Andes y desde entonces juega en esa institución. Tiene 40 partidos jugados en la primera B Nacional y 104 el la primera B metropolitana.
Citaciones a selecciones nacionales: fue convocado a un preseleccionado nacional juvenil sub-20 a principios del año 2008.

## Clubes
| Club                | País      | Año         |
| ------------------- | --------- | ----------- |
| Platense            | Argentina | 2008 - 2012 |
| Los Andes           | Argentina | 2012        |
| J. J. Urquiza       | Argentina | 2013 - 2014 |
| Sportivo Italiano   | Argentina | 2014 - 2015 |
| Gualaceo S. C.      | Ecuador   | 2016        |
| Colón F. C.         | Ecuador   | 2017 - 2019 |
| Deportivo Laferrere | Argentina | 2019 - 2021 |